# Adersia ambigua
Adersia ambigua är en tvåvingeart som beskrevs av Harold Oldroyd 1957. 
Adersia ambigua ingår i släktet Adersia och familjen bromsar. Inga underarter finns listade i Catalogue of Life.